# Asmat Diasamidze
Asmat Diasamidze, född 30 januari 1973, är en georgisk bågskytt. Hon deltog vid olympiska sommarspelen 2000.